# Antonio II da Montefeltro
António II de Montefeltro, em italiano Antonio II da Montefeltro (1348–1404) foi um condottiero italiano e conde de Urbino. Nascido em Urbino, era filho de Frederico II de Montefeltro (e neto do conde Nolfo de Montefeltro) e filho de Teodora Gonzaga 
Ocupou Urbino em 1375 e também se apoderou de Cagli. Após a família Gabrielli de Gubbio conspirar contra ele, embora em vão, ele obteve o senhorio daquela cidade, sendo confirmado como seu vigário papal de Bento IX.
Em 1391, enquanto guerreando contra os Malatesta, Antonio tomou os castelos de Sassoferrato e Cantiano.
Do seu casamento com Agnesina di Prefecti, teve dois filhos:
- Guidantonio, que lhe sucedeu;
- Battista , que veio a casar-se com Galeazzo Malatesta em 1405.

Morreu em 1404, depois de fugir de Urbino durante uma praga.